# Filovia Pirano-Portorose
La filovia Pirano–Portorose fu un effimero e pionieristico impianto filoviario, che dal 1909 al 1912 collegò la città di Pirano alla località di Portorose.

## Storia
La filovia Pirano–Portorose venne attivata il 24 ottobre 1909, e costituiva uno dei primi impianti filoviari realizzati nell'Impero austro-ungarico.
La linea, lunga 5,2 km, collegava la città di Pirano con la località balneare di Portorose, sede di una stazione della ferrovia Parenzana.
La filovia fu realizzata secondo il cosiddetto "sistema Schiemann", sviluppato dalla società Schiemann di Wurzen. La DMG di Cannstatt costruì le 5 vetture della linea.
A causa di problemi tecnici, l'esercizio fu interrotto il 19 luglio 1912; la filovia fu sostituita da una tranvia extraurbana.